# Axel Herman Bergholm
Axel Herman Bergholm, född 24 januari 1876 i Borgå, död 30 augusti 1949 i Helsingfors, var en finländsk litteraturhistoriker och biblioteksman. Han var son till Axel Bergholm och gift med Katri Bergholm.
Bergholm blev filosofie doktor 1902 med sin avhandling Studier öfver C. J. L. Almqvist. 1907 blev han chef för riksdagsbiblioteket i Helsingfors. Han arbetade som bibliotekarie vid Tieteellisten seurain kirjaston från 1899 till 1902 och som överbibliotekarie från 1920 till 1946. Han var också ordförande för statens litteraturkommission och ordförande för Finlands bibliotekssällskap. Bergholm blev professor 1946.

## Verk
- Abraham Poppius. Elämäkerta ja runot (1899)[2]
- Studier öfver C.J.L. Almqvist (1902)